# Folia Orchidacea
Folia Orchidacea (abreviado Fol. Orchid.) es un libro con ilustraciones y descripciones botánicas que fue escrito por el paleontólogo, naturalista y botánico británico John Lindley. Fue editado en Londres en los años 1852 al 1859, con el nombre de Folia Orchidacea. An Enumeration of the Known Species of Orchids ....

## Publicación
Fue publicado en 9 partes, cada una correspondiente a un género.
- Part nº 1, Oct 1852;
- Part nº 2, Jan 1853;
- Part nº 3, Feb 1853;
- Part nº 4, Apr 1853;
- Part nº 5, Feb 1854;
- Part nº 6, 7, Nov 1855;
- Part nº 8, Feb 1859;
- Part nº 9, May 1859.